# 蓬莱港 (山东省)
蓬莱港是位于中华人民共和国山东省济南市蓬莱区老北山西侧的港口，1992年始建，1995年建成，由烟台港集团蓬莱港有限公司负责运营。G206 和 G228 两条国道经过该港口。它主要承担货运功能，也从事蓬莱至旅顺客滚航线业务。